# Dalianwan
Dalianwan är en ort i Kina. Den ligger i provinsen Liaoning, i den nordöstra delen av landet, omkring 340 kilometer sydväst om provinshuvudstaden Shenyang. Antalet invånare är 55 841.
Närmaste större samhälle är Dalian, 15,2 km sydväst om Dalianwan. 
Genomsnittlig årsnederbörd är 813 millimeter. Den regnigaste månaden är juli, med i genomsnitt 330 mm nederbörd, och den torraste är januari, med 9 mm nederbörd.